# Kärleken är som en studsande boll
"Kärleken är som en studsande boll" är en sång av Tomas Ledin från 1982. Den finns med på hans nionde album Gränslös (1982) men utgavs också som singel samma år. Den översattes till engelska med titeln "Loving You Is Like Chasing a Dream" och medtogs på hans tionde album The Human Touch (1982).
Låten spelades in i Polar Studios i Stockholm med Ledin som producent. Den finns inte med på något av hans live- eller samlingsalbum.

## Låtlista
1. "Kärleken är som en studsande boll" – 4:00
2. "Kärleken är som en studsande boll del II" – 3:55

## Listplaceringar
| Lista (1982) | Topplacering |
| ------------ | ------------ |
| Sverige      | 15           |

## Medverkande
- Michael Bolyos – keyboards
- Rutger Gunnarsson – bas
- Tomas Ledin – producent, sång, gitarr, keyboards
- Magnus Persson – trummor
- Cary Sharaf El Din – gitarr
- Richard Torell – omslag
- Lennart Östlund – tekniker

### Fotnoter
1. 1 2  ”Tomas Ledin”. Svensk mediedatabas. http://smdb.kb.se/catalog/search?q=Tomas+Ledin+year%3A1970-1979&sort=OLDEST. Läst 15 januari 2013.
2. ↑  Placeringar på den svenska singellistan